# Mike O'Neill
Charles Michael O'Neill, detto Mike (Berkeley, 11 agosto 1928 – 24 marzo 1993), è stato un cestista statunitense, professionista nella NBA.

## Carriera
Con gli Stati Uniti ha disputato i Giochi panamericani di Buenos Aires 1951, vincendo la medaglia d'oro.
Giocò quattro partite con i Milwaukee Hawks nel 1952-53, realizzando 12 punti.